# Giovanni Francesco Caroto
Giovanni Francesco Caroto (Verona, ca. 1480 – aldaar, 29 april 1555) was een Italiaanse schilder. Hij studeerde schilderkunst bij Liberale da Verona. Na zij reizen naar Mantua en Casale Monferrato reisde, week Giovanni Francesco Caroto geleidelijk af van de Veronese schildertraditie en ging hij dichter aanleunen bij de artistieke stromingen die destijds prominent waren. Hij werd onder meer beïnvloed door Andrea Mantegna, Rafaël, Bernardino Luini en Bramantino . Zijn kunst beïnvloedde op zijn beurt vele Veronese schilders, zoals Francesco Morone en Francesco Torbido .
Zijn stoffelijk overschot rust in de kerk Santa Maria in Organo in Verona, naast die van zijn broer Giovanni, in de kapel van San Nicolò, die met schilderijen van zijn hand versierd is.